# Tsjechisch kampioenschap veldrijden
Het Tsjechisch kampioenschap veldrijden wordt georganiseerd sinds 1993. Recordhouder bij de mannen is Michael Boroš met zeven titels en bij de vrouwen Pavla Havlíková met acht titels.
Voor 1993 werd er samen met Slowakije een kampioenschap georganiseerd voor het toenmalige Tsjecho-Slowakije.

## Erelijst

### Mannen
| Jaar | Plaats            | · Kampioen          | · Zilver            | · Brons             |
| ---- | ----------------- | ------------------- | ------------------- | ------------------- |
| 2024 | Tábor             | Michael Boroš       | Adam Toupalik       | Zdeněk Štybar       |
| 2023 | Mladá Boleslav    | Michael Boroš       | Matyáš Kopecký      | Jakub Riman         |
| 2022 | Kolin             | Michael Boroš       | Jakub Toupalik      | Adam Toupalik       |
| 2021 | Jabkenice         | Michael Boroš       | Tomáš Paprstka      | Josef Jelenik       |
| 2020 | Jičín             | Emil Hekele         | Tomáš Kopecký       | Michael Boroš       |
| 2019 | Holé Vrchy        | Michael Boroš       | Tomáš Paprstka      | Jan Nesvadba        |
| 2018 | Mladá Boleslav    | Michael Boroš       | Jan Nesvadba        | Adam Ťoupalík       |
| 2017 | Hlinsko           | Michael Boroš       | Tomáš Paprstka      | Jan Nesvadba        |
| 2016 | Kolín             | Radomír Šimůnek jr. | Michael Boroš       | Adam Ťoupalík       |
| 2015 | Slaný             | Adam Ťoupalík       | Vojtěch Nipl        | Michael Boroš       |
| 2014 | Loštice           | Martin Bína         | Michael Boroš       | Vladimir Kyzivat    |
| 2013 | Stříbro           | Zdeněk Štybar       | Martin Bína         | Vojtech Nipl        |
| 2012 | Uničov            | Zdeněk Štybar       | Radomír Šimůnek jr. | Karel Hnik          |
| 2011 | Hlinsko           | Zdeněk Štybar       | Martin Zlamalik     | Jaroslav Kulhavý    |
| 2010 | Tábor             | Zdeněk Štybar       | Petr Dlask          | Martin Bina         |
| 2009 | Kolín             | Zdeněk Štybar       | Radomír Šimůnek jr. | Petr Dlask          |
| 2008 | Mnichovo Hradiště | Zdeněk Štybar       | Radomír Šimůnek jr. | Lukas Kloucek       |
| 2007 | Česká Lípa        | Petr Dlask          | Zdeněk Štybar       | Radomír Šimůnek jr. |
| 2006 | Podbořany         | Petr Dlask          | Martin Bína         | Radomír Šimůnek jr. |
| 2005 | Mladá Boleslav    | Petr Dlask          | Kamil Ausbuher      | Martin Zlamalik     |
| 2004 | Pilsen            | Kamil Ausbuher      | Martin Zlamalik     | Radomír Šimůnek jr. |
| 2003 | Louny             | Petr Dlask          | Václav Jezek        | Jiri Pospisil       |
| 2002 | Hlinsko           | Jiri Pospisil       | Kamil Ausbuher      | Václav Jezek        |
| 2001 | Tábor             | Petr Dlask          | Jiri Pospisil       | Václav Jezek        |
| 2000 | Mladá Boleslav    | Petr Dlask          | Radomír Šimůnek sr. | Kamil Ausbuher      |
| 1999 | Holé Vrchy        | Jiri Pospisil       | Petr Dlask          | Radomír Šimůnek sr. |
| 1998 | Loštice           | Radomír Šimůnek sr. | Jiri Pospisil       | Kamil Ausbuher      |
| 1997 | Kolín             | Radomír Šimůnek sr. | Jiri Pospisil       | Zdeněk Mlynář       |
| 1996 | Mladá Boleslav    | Jiri Pospisil       | Ondrej Lukes        | Radomír Šimůnek sr. |
| 1995 | Pilsen            | Radomír Šimůnek sr. | Pavel Elsnic        | Ondrej Lukes        |
| 1994 | Tábor             | Radomír Šimůnek sr. | Ondrej Lukes        | Karel Camrda        |
| 1993 | Brno              | Radovan Fort        | Pavel Elsnic        | Ondrej Lukes        |

### Vrouwen
| Seizoen   | · Kampioen          | · Zilver            | · Brons             |
| --------- | ------------------- | ------------------- | ------------------- |
| 2023-2024 | Kristýna Zemanová   | Nikola Nosková      | Simona Spěšná       |
| 2022-2023 | Kristýna Zemanová   | Julia Kopecký       | Nikola Bajgerova    |
| 2021-2022 | Kristýna Zemanová   | Tereza Vanicková    | Nikola Bajgerova    |
| 2020-2021 | Pavla Havlíková     | Nikola Nosková      | Karla Stepanova     |
| 2019-2020 | Pavla Havlíková     | Tereza Svihálková   | Nikola Bajgerová    |
| 2018-2019 | Pavla Havlíková     | Jana Czeczinkarova  | Kamila Janu         |
| 2017-2018 | Pavla Havlíková     | Adéla Šafářová      | Nikola Nosková      |
| 2016-2017 | Pavla Havlíková     | Nikola Nosková      | Adéla Šafářová      |
| 2015-2016 | Martina Mikulášková | Pavla Havlíková     | Nikola Nosková      |
| 2014-2015 | Kateřina Nash       | Martina Mikulášková | Pavla Havlíková     |
| 2013-2014 | Martina Mikulášková | Pavla Havlíková     | Nikola Nosková      |
| 2012-2013 | Pavla Havlíková     | Martina Mikulášková | Elena Vaníčková     |
| 2011-2012 | Martina Mikulášková | Pavla Havlíková     | Pavlína Šulcová     |
| 2010-2011 | Kateřina Nash       | Pavla Havlíková     | Martina Mikulášková |
| 2009-2010 | Kateřina Nash       | Pavla Havlíková     | Jana Kyptová        |
| 2008-2009 | Pavla Havlíková     | Jana Kyptová        | Jitka Škarnitzlová  |
| 2007-2008 | Pavla Havlíková     | Barbora Bohatá      | Jitka Škarnitzlová  |
| 2006-2007 | Jana Kyptová        |                     |                     |
| 2005-2006 | Kateřina Bohatá     |                     |                     |
| 2004-2005 | Barbora Bohatá      | Kateřina Bohatá     | Šárka Chmurová      |
| 2003-2004 | Barbora Bohatá      | Lenka Ochmanová     | Klára Nepustilová   |
| 2002-2003 | Jindřiška Bejstová  | Barbora Bohatá      | Kateřina Bohatá     |
| 2001-2002 | Jindřiška Bejstová  |                     |                     |
| 2000-2001 | Karla Polívková     | Pavla Havlíková     | Zdeňka Havlíková    |
| 1999-2000 | Jana Jeřábková      | Pavla Havlíková     | Pavla Neradilová    |

* In het vetgedrukte jaar vond het kampioenschap plaats.

### Junioren
Mannen:
- 1996 David Sussemilch
- 1997 Ondrej Dlask
- 1998 Radek Dite
- 1999 David Kasek
- 2000 Radomír Šimůnek jr.
- 2002 Zdeněk Štybar
- 2006 Jiří Polnický
- 2007 Lubomír Petruš
- 2008 Jan Nesvadba
- 2009 Vojtech Nipl
- 2010 Jakub Skála
- 2011 Karel Pokorný
- 2012 Adam Toupalik
- 2013 Adam Toupalik
- 2014 Jonas Brezina
- 2015 Jonas Brezina
- 2016 Jonas Brezina
- 2017 Šimon Vaníček
- 2018 Jan Zatloukal
- 2019 Jan Zatloukal
- 2020 Pavel Jindřich
- 2021 František Hojka
- 2023 Jakub Kuba
- 2024 Krystof Bazant

Vrouwen:
- 2020 Julia Kopecký
- 2021 Eliška Hanáková
- 2023 Eliška Hanáková
- 2024 Amálie Gottwaldová

Kampioenschappen:  Wereldkampioenschappen ·
 Europese kampioenschappen ·
 Pan-Amerikaanse kampioenschappen
 België ·
 Canada ·
 Denemarken ·
 Duitsland ·
 Finland ·
 Frankrijk ·
 Hongarije ·
 Ierland ·
 Italië ·
 Japan ·
 Kroatië ·
 Luxemburg ·
 Nederland ·
 Nieuw-Zeeland ·
 Noorwegen ·
 Oostenrijk ·
 Polen ·
 Servië ·
 Slowakije ·
 Spanje ·
 Tsjechië ·
 Verenigd Koninkrijk ·
 Verenigde Staten ·
 Zweden ·
 Zwitserland
Klassementen:  Wereldbeker ·
 Superprestige ·
 X²O Badkamers Trofee ·
 HSF System Cup ·
 USCX Series ·
 Coupe de France ·
 National Trophy Series ·
 Giro d'Italia Ciclocross ·
 Copa de España ·
 New England Series ·
 Swiss Cyclocross Cup
Overig:  Exact Cross
Voormalig:  EKZ CrossTour ·  Rectavit Series ·  US Cup